# ノン・グラフィック
ノン・グラフィック （Non Graphic）は1950年代中期にアメリカの広告代理店、DDB（現・DDBニーダム）によって創始された、広告制作手法の一つである。
「視覚でごまかさない」という名称の通り、写真と文章によって、モノとコトとの利点を訴求することで成り立つ、広告表現手法の一つであり、現在の広告制作手法の原点ともなっている。

## 発端・歴史
1929年に起きた世界恐慌を乗り越えたアメリカは、1940年代から1950年代にかけて空前の好景気に沸いており、あらゆる産業が活気づいていた。同時に広告業界もその恩恵を受けると共に、特に自動車業界ではBIG3の命を受けた、豪勢なイラストレーションでその豪華なイメージのみを売るという、利点訴求の不明確な広告が多くを占めたため、ただ「モノが売れれば良い」という、モラルの欠如した広告が横行していた。
そうしたモラルのない広告に対するアンチテーゼとして、DDBの社長でコピーライターでもあった、ウィリアム・バーンバックらは、商品・サービスの利点訴求を写真で表現し、それに対する説明を文章で行うという広告制作手法を生み出すこととなった。

### DDBの歴史
DDBは1947年にニューヨークで設立された小さな広告代理店だったが、1957年にイスラエル航空のジェット機就航に伴う、一面に映る海面の一部を破き、余白部に「Starting Dec. 23 the Atlantic Ocean will be 20% smaller（12月23日の到来と共に、大西洋が20%小さくなります）」と書き込んだ広告の成功により、一躍注目されることとなる。これが同社によるノン・グラフィックによる広告の先駆けとなった。
そして1959年、同広告を見たフォルクスワーゲンアメリカの最高責任者だった、カール・ハーンがDDBに広告企画を打診し、同年よりフォルクスワーゲン・ビートルの広告企画を開始、ここから1976年まで同ビートルのキャンペーン広告が掲載され続けることとなる。また1962年からは、レンタカー市場で2位に甘んじていたエイビスレンタカーの「We Try Harder」キャンペーンが掲載される頃には、すでにかつてのような豪勢なイラストレーションによる、モラルの欠如した広告は消え去ることとなると共に、またDDBで育ったジュリアン・ケーニグやジョージ・ロイスらのスタッフが独立し、別の広告代理店(PKLなど）を設立し、競争した結果、ノン・グラフィックは広告制作手法の主流となった。

### 日本での歴史
日本では早くから、コピーライターで作家の西尾忠久が、1960年代より、DDBを中心とするニューヨークを本拠とするこれら広告代理店による、クリエイティヴの動向に注目しており、それに関連する書籍を多数出版している。
また1968年（昭和43年）から今日まで、このノン・グラフィックの手法で広告制作を続けているチームとして、ライトパブリシティの会長でコピーライターの秋山晶と、アート・ディレクターの細谷巌のコンビによるキユーピーマヨネーズの広告がある。秋山も1950年代より、アメリカから輸入された雑誌で、DDBによるフォルクスワーゲンの広告に強く影響を受けた一人であり、今日までこの精神を原点に広告を企画制作し続けている。